# Чорарі
Чорарі (рум. Ciorari) — село у повіті Горж в Румунії. Входить до складу комуни Стойна.
Село розташоване на відстані 197 км на захід від Бухареста, 46 км на південний схід від Тиргу-Жіу, 44 км на північ від Крайови.

## Населення
За даними перепису населення 2002 року у селі проживали 390 осіб, усі — румуни. Усі жителі села рідною мовою назвали румунську.